# Lichtraumprofil

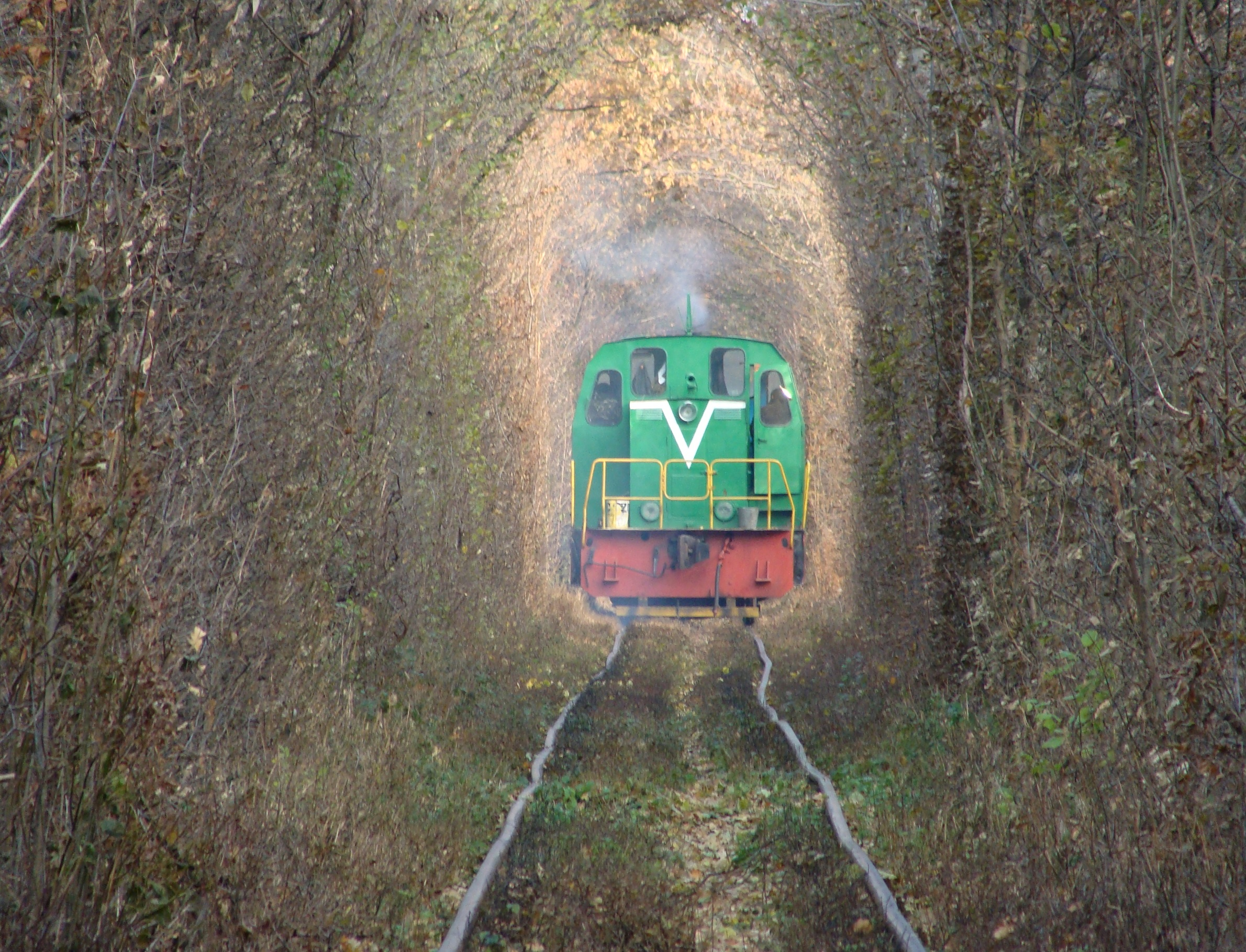
Vom Bewuchs freigehaltenes Lichtraumprofil im Zuge der Bahnstrecke Klewan–Orschiw in der Ukraine

Als Lichtraumprofil wird eine definierte Umgrenzungslinie bezeichnet, die meist für die senkrechte Querebene eines Fahrweges (beispielsweise von Straßen oder Bahn-Gleisen) bestimmt wird. Mit dem Lichtraumprofil wird einerseits der „lichte Raum“ vorgeschrieben, der auf dem Fahrweg von Gegenständen freizuhalten ist, andererseits dient es auch als konstruktive Vorgabe für die Bemessung der vorgesehenen Fahrzeuge.

## Geschichte
Die Geschichte des Lichtraums bei Verkehrsbauwerken hat sich mit dem entsprechenden Fortschritt im Verkehrswesen entwickelt. Relativ früh wurde der lichte Raum bzw. die Durchfahrtshöhe für die Schifffahrt wichtig. Lichtraumprofile im eigentlichen Sinne, wie sie für Tunnel betrachtet werden, dementsprechend mit dem Fortschritt im Tunnelbau, der beispielsweise schon früh in mittelalterlichen Bergwerken nachweisbar ist. Bei sehr alten Tunneln, wie dem mittelalterlichen Buco di Viso, nutzte man den Lichtraum, der mit einfachen Mitteln erschließbar war. Bei modernen Bauwerken wird der Lichtraum von Anfang an bei der Planung berücksichtigt.

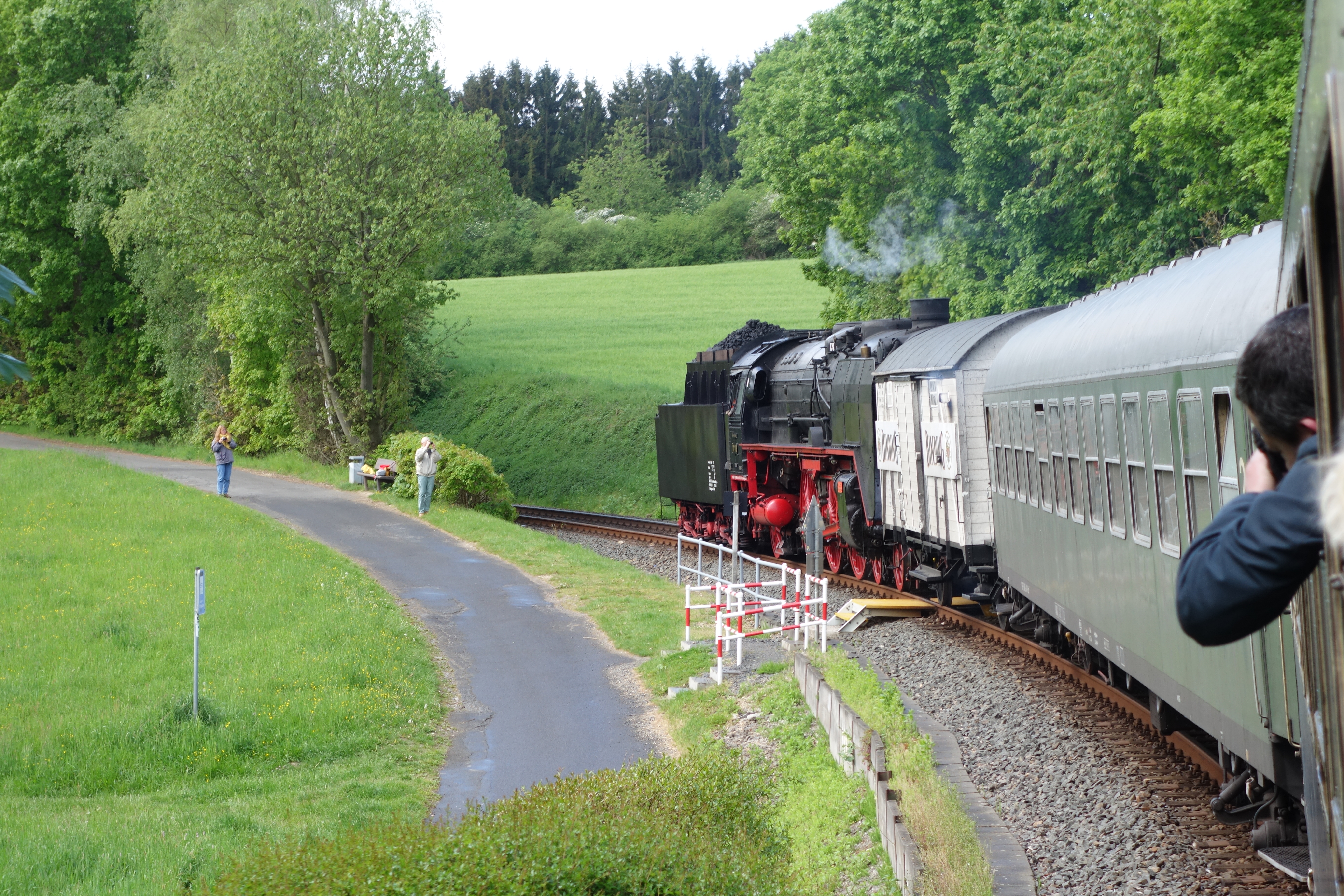
In engen Bögen ragen lange Wagen wie dieser 26,4 Meter lange Schnellzugwagen weiter in den Lichtraum hinein als im geraden Gleis. (180°-Bogen bei Königstein im Taunus)

Für die Fahrzeuge wird das Lademaß bzw. Fahrzeugbegrenzungslinie festgelegt. Dieses wird so gewählt, dass die Fahrzeuge bei den üblichen seitlichen und vertikalen Bewegungen bei der Fahrt auf der Schiene das Lichtraumprofil nicht berühren können. Das Umgrenzungsprofil muss auch in den Kurven eingehalten werden. Lange Fahrzeuge müssen deshalb im Vergleich zu kurzen Fahrzeugen weniger breit gebaut oder an den Enden im Grundriss verjüngt ausgeführt werden.
Der verantwortliche Verkehrsträger (z. B. das Eisenbahninfrastrukturunternehmen) oder eine Behörde (z. B. das Eisenbahn-Bundesamt oder das Straßenbauamt) bestimmt für alle oder für ausgesuchte Teile des Verkehrswegenetzes die Gestalt und Maße des oder der Lichtraumprofile.
Das Lichtraumprofil wird nicht nur im engen Zusammenhang mit den Fahrzeugmaßen bestimmt, sondern auch mit Rücksicht auf weitere Sicherheitsabstände, z. B. für Dienst- und Versorgungswege gegenüber elektrischen Anlagen sowie eventuell auch der freien Sicht auf Signale und weitere betriebliche Bedürfnisse.

## Eisenbahn

### Geschichte bei der Eisenbahn

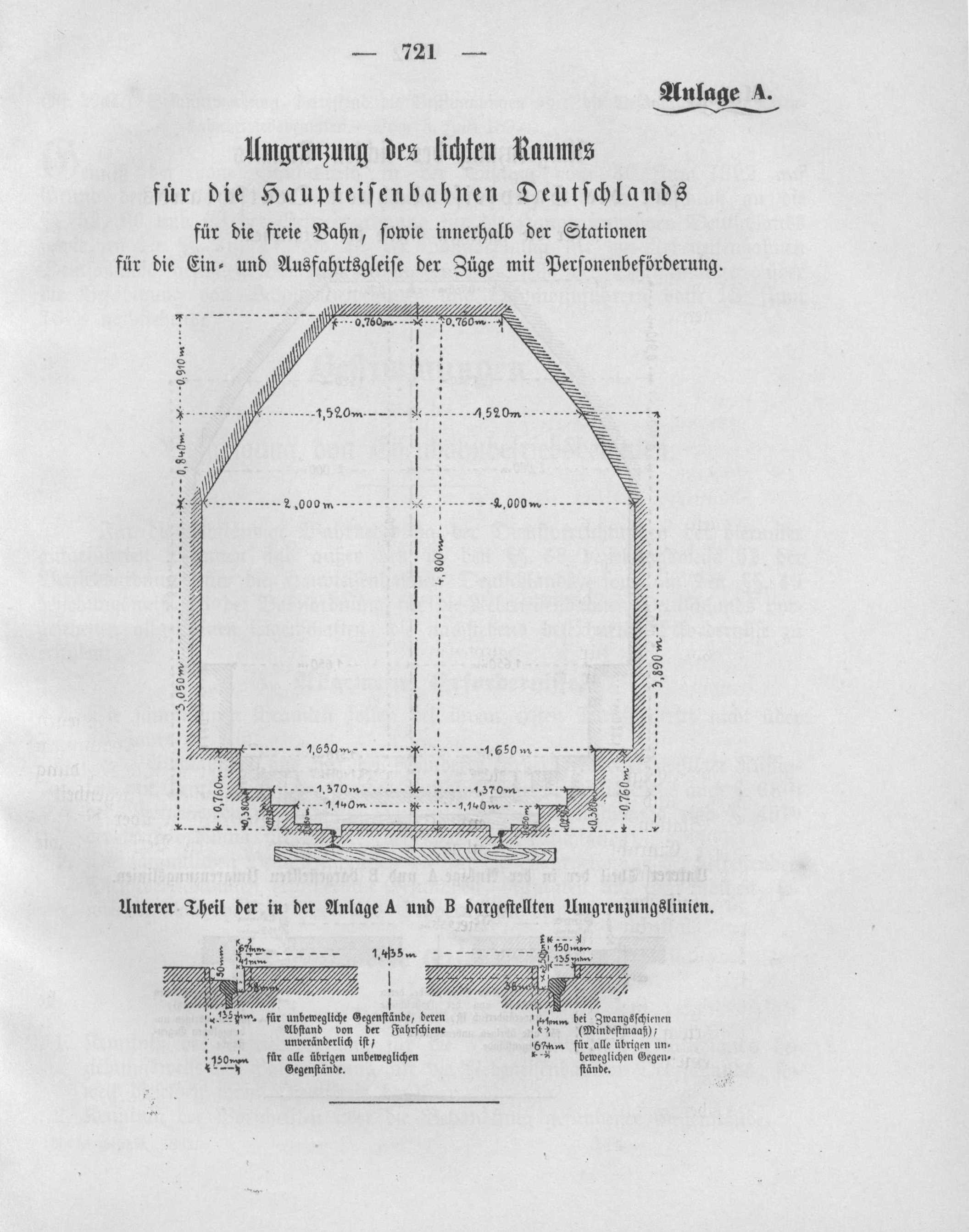
Umgrenzung des lichten Raums, wie sie mit geringen Änderungen bis 1991 gültig war

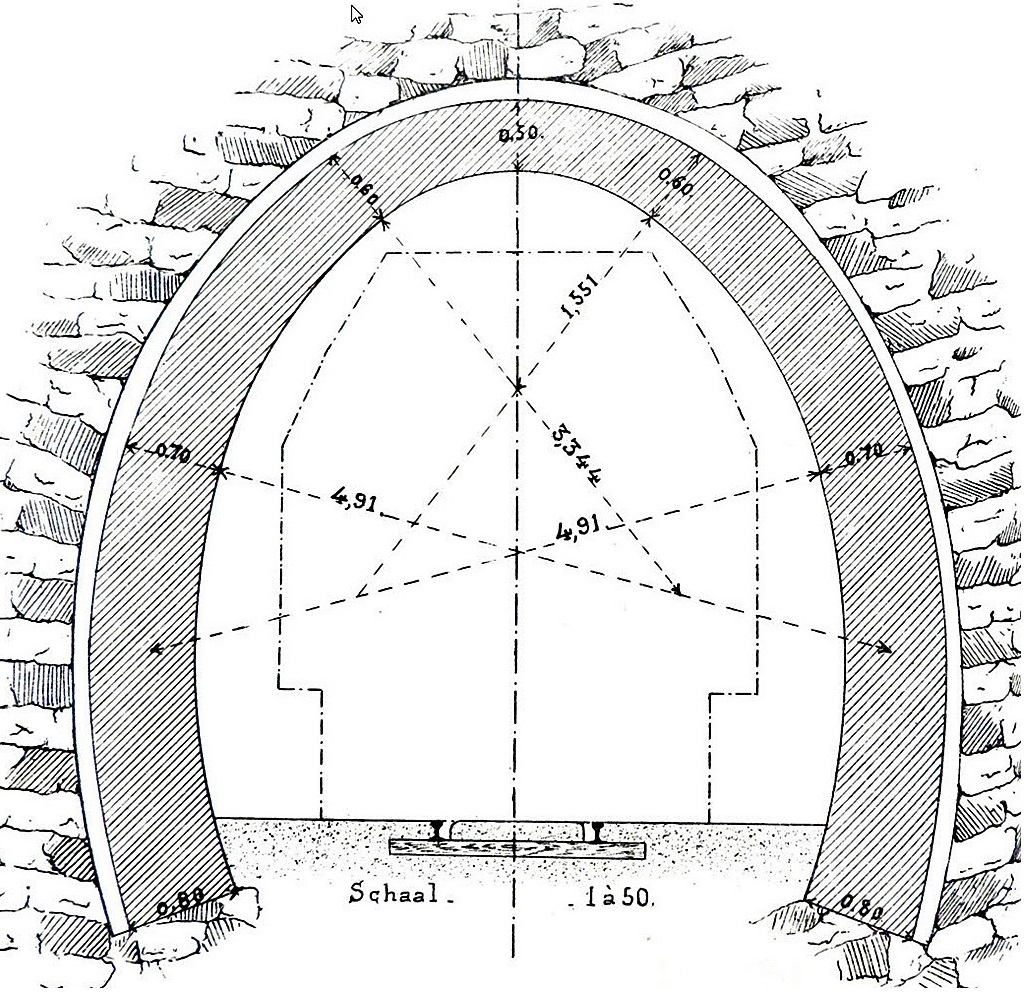
Abgrenzung des Lichtraums NZASM-Tunnel, Südafrika (erbaut 1923)

In den Betriebsordnung für die Haupteisenbahnen Deutschlands wurde 1892 die Umgrenzung des lichten Raums für die Haupteisenbahnen Deutschlands festgelegt, wobei dieses auf den Technischen Vereinbarungen (TV) des Vereins Deutscher Eisenbahnverwaltungen (VDEV) und dem Abkommen über Technische Einheit im Eisenbahnwesen (TE) beruht. Mit geringen Änderungen war dieses Profil als Regellichtraum bei der in die Betriebsordnungen von 1904 und 1928 übernommen. Diese war bei der Deutschen Reichsbahn bis zur Wiedervereinigung gültig. Die Eisenbahn-Bau- und Betriebsordnung (EBO) von 1967 übernahm ebenfalls das Regellichtraumprofil. Das Profil G1 geht auf die Fassung 1913 der TE zurück.

Für die ersten beiden deutschen Neubaustrecken (Hannover–Würzburg und Mannheim–Stuttgart) entwickelte die Deutsche Bundesbahn 1975 den erweiterten Regellichtraum (ERL). Das in der Geraden 4,40 m breite Profil sollte unter anderem ermöglichen, Transporte mit Lademaßüberschreitung behinderungsfrei durchzuführen, beispielsweise von Panzern.
Der Regellichtraum wurde in Deutschland bis 1991 anhand einer statischen Betrachtungsweise berechnet. Das Bewegungsverhalten von Fahrzeugen wurde durch pauschale Zuschläge berücksichtigt. Mit der Dritten EBO-Änderungsverordnung von Mai 1991 wurde diese Betrachtung durch eine kinematische Betrachtungsweise ersetzt. Dadurch sollte der Lichtraum unter Berücksichtigung einer Sicherheitsreserve optimal ausgenutzt werden. Eine große Zahl von Ausnahmegenehmigungen konnte damit entfallen. Als Kernstück der kinematischen Betrachtung dient die im UIC-Merkblatt 505 festgelegte Bezugslinie der kinematischen Begrenzungslinie. Die bis dahin in der EBO enthaltene Fahrzeugbegrenzung I wurde durch die (breitere) Bezugslinie G1 ersetzt, die Fahrzeugbegrenzung II durch die Bezugslinie G2. Die bisherigen Seitenräume AB und CD wurden in den Regellichtraum einbezogen und damit der bei Neubauten freizuhaltende Raum auf einen Abstand von 2,50 m zur Gleisachse vergrößert; für S-Bahnen galten weiterhin Sonderregelungen. Das Profil G1 ist für Fahrzeuge des grenzüberschreitenden Verkehrs vorgesehen (im ursprünglichen Lademaß PPI); für die übrigen Fahrzeuge gilt das Profil G2. Neu aufgenommen wurde ferner die Möglichkeit, breitere Fahrzeuge in besonderen Einsatzbereichen des Fernschnellverkehrs sowie im S-Bahn-Verkehr zuzulassen.
Bereits bei der Konzeption der im Mai 1967 eingeführten EBO wurde erwogen, eine kinematische Fahrzeugbegrenzung einzuführen. Diese Überlegungen wurden jedoch verworfen, nachdem die entsprechenden Untersuchungen der UIC noch nicht abgeschlossen waren. In die Erstfassung der EBO wurde daher die vormals in der BO niedergelegten Abmessungen ebenso übernommen wie die Unterteilung des lichten Raums in Regellichtraum, Seitenräume und Raum für den Durchgang des Stromabnehmers. Neu in die EBO von 1967 aufgenommen wurden dagegen Regelungen für Verkleinerungen des Breitenmaßes des Regellichtraums.

### Regellichtraum

Regellichtraum nach EBO (links Hauptgleise/rechts übrige Gleise)

Der Regellichtraum ist der Platz, den alle angrenzenden Bebauungen entlang von Eisenbahngleisen mindestens freilassen müssen, damit sich alle Fahrzeuge gefahrlos bewegen können. Die Differenzen zwischen den Fahrzeugbegrenzungslinien (Fahrzeugumgrenzung) und dem Lichtraumprofil ergeben den Sicherheitsabstand zwischen Fahrzeug und festen Anlagen.
Ausgehend von einer normierten Bezugslinie kann mit den zugehörigen Rechenvorschriften die Fahrzeugbegrenzungslinie und das Lichtraumprofil festgelegt werden. Die Kombination aus Bezugslinie und den zugehörigen Rechenvorschriften wird als Begrenzungslinie bezeichnet. Verschiedene Begrenzungslinien wurden vom Internationalen Eisenbahnverband (UIC) in den UIC-Merkblättern 505-1, 505-4, 505-5, 505-6 und 506 und in der Norm EN 15273 festgelegt. Für den internationalen Schienenverkehr in Europa wird im Allgemeinen die Begrenzungslinie G1 angewendet. Die Begrenzungslinien GA, GB und GC wurden für den Containerverkehr auf der Schiene in Europa definiert. Weitere Begrenzungslinien (z. B. G2, GB1, GB2) sind nur in einigen Ländern gültig.
In Deutschland wurden in der Eisenbahn-Bau- und Betriebsordnung (EBO) die Begrenzungslinie G1 für international eingesetzte Fahrzeuge und die größere Begrenzungslinie G2 für die übrigen Fahrzeuge übernommen. Dementsprechend basiert der deutsche Regellichtraum auf der Begrenzungslinie G2; bei Neubaustrecken und umfassenden Umbauten ist in Deutschland jedoch das noch größere Lichtraumprofil GC als Standardprofil vorzusehen. Bei den meisten europäischen Regelspurbahnen, z. B. in Skandinavien, Benelux-Länder, Frankreich, Italien, Schweiz, Österreich, Ungarn, Polen, Tschechien oder Griechenland, basiert das Lichtraumprofil auf den UIC-Begrenzungslinien. Innerhalb dieser Länder können fast alle Wagen, die der UIC-Begrenzungslinie entsprechen, freizügig eingesetzt werden, was insbesondere den Fern- und Güterverkehr erleichtert.
Für kleinere Lichtraumprofile sind z. B. Schmalspurbahnen, Großbritannien, Irland und Japan (Kapspurnetz) bekannt. Durch den Eurotunnel kommen zwar regelmäßig britische Güterwagen nach Mitteleuropa, viele mitteleuropäische Wagen können aber wegen des wesentlich kleineren Fahrzeugbegrenzungsprofils in England nicht auf dem britischen Streckennetz verkehren, außer auf der Hochgeschwindigkeitsstrecke High Speed 1, die den Eurotunnel mit London verbindet. Der Betreiber Eurostar International hat entsprechend zwei Triebzugbaureihen im Fahrzeugpark – die vor dem Bau von High Speed 1 im Einsatz befindlichen Züge sind auf das engere britische Profil zugeschnitten, während die neueren Velaro e320 Züge nach kontinentaleuropäischen Standards gebaut wurden.
Größere Lichtraumprofile haben z. B. Finnland, Schweden, Russland, die Ukraine, Belarus, Japan (nur Hochgeschwindigkeitsnetz), Indien, Pakistan, Litauen, Kasachstan, Kirgisien, Usbekistan, Tadschikistan, Turkmenistan, Afghanistan (1520-mm-Spurstrecken und geplantes indisches Breitspurnetz, nicht Normalspurnetz), die USA, Kanada, geplantes Brunel-Breitspurnetz (nie gebaut) und Dreimeterspurnetz (nie gebaut). Aus Russland, Belarus und der Ukraine kommen zwar regelmäßig Schnellzugwagen nach Deutschland; dies sind aber speziell für den Einsatz nach Mitteleuropa gebaute Wagen, die dem hiesigen Lichtraumprofil entsprechen.
Bis vor wenigen Jahren verkehrten Großprofilschlafwagen auf einzelnen Strecken bis nach Berlin und zu Zeiten der Stationierung sowjetischer Truppen auch bis Wünsdorf, Schwerin, Dresden und Erfurt. Für einen freizügigen Einsatz von aus dem Breitspurnetz übernommenen Wagen planten die mittel- und südosteuropäischen Mitgliedsbahnen der Organisation für die Zusammenarbeit der Eisenbahnen seit den 1960er-Jahren die generelle Einführung des Lichtraumprofils 1-SM. Zur flächendeckenden Einführung kam es bis zum Anfang der 1990er-Jahre nicht mehr. Neben der Höhe ist der wesentliche Unterschied zu deutschen und westeuropäischen Maßen, dass bereits bei Bogenradien ab 4000 Metern seitliche Breitenzuschläge erforderlich sind. Seit einiger Zeit verkehren schwedische Wagen mit dem dort üblichen Lichtraumprofil im Nachtzug mit Lademaßüberschreitung (LÜ) über Sassnitz bis Berlin.
Der Freihaltung des Lichtraums dient ferner die sogenannte Vegetationskontrolle.
Der Regellichtraum der Eisenbahnen der Europäischen Union ist 2014 in das europäische Recht aufgenommen worden. Maßgeblich ist TSI-INF, Tz. 4.2.3.1.

### U-Bahnen

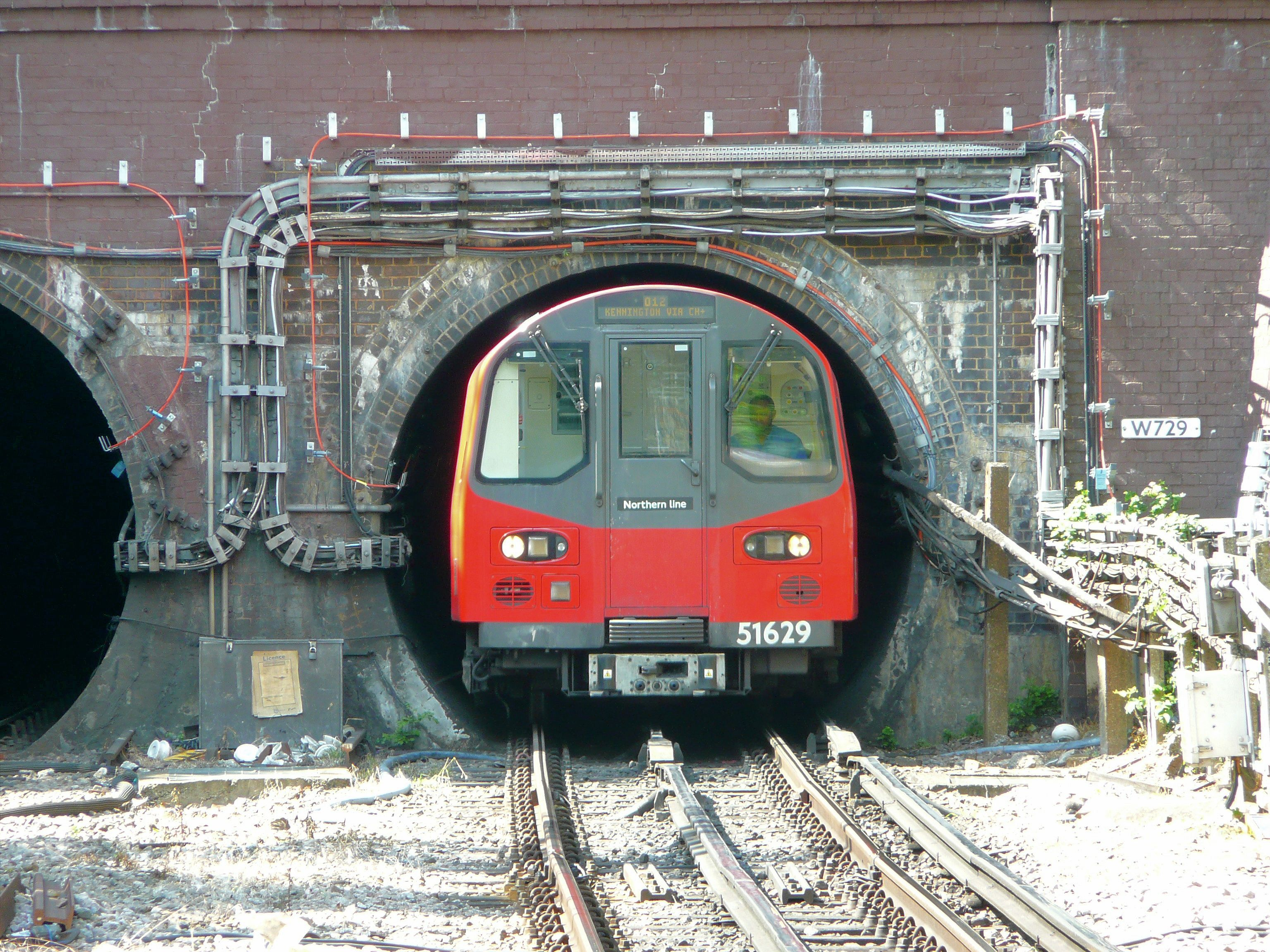
Die Röhrenbahnen der Londoner U-Bahn haben ein sehr kleines Lichtraumprofil

Das Lichtraumprofil von U-Bahnen unterliegt eigenen Normen und ist oft schmaler und niedriger als bei Vollbahnen. Insbesondere bei Tunnelstrecken senkt ein kleineres Lichtraumprofil die Baukosten erheblich. Manche U-Bahnen, z. B. die Röhrenbahnen der London Underground, haben ein Lichtraumprofil, das sich einem Kreisausschnitt annähert, wenn die Tunnel weitgehend mit Tunnelbohrmaschinen hergestellt wurden. Derartig kleine Tunnelprofile schließen allerdings das Betreten der Tunnel im Betrieb ebenso aus, wie die Evakuierung von Zügen durch die Einstiege. Bei den eingesetzten Fahrzeugen sind deshalb Stirnwandtüren erforderlich.

### S-Bahnen Berlin und Hamburg
Die mit Stromschienen betriebenen S-Bahnen in Berlin und Hamburg haben ein kleineres Lichtraumprofil. Der Berliner Nord-Süd-S-Bahn-Tunnel hat wegen mehrerer kreuzender U-Bahn-Strecken und Flussunterfahrungen ein eingeschränktes Sonder-Lichtraumprofil mit einer Höhe von 3,83 m über Schienenoberkante und einer Breite von 3,43 m. Der S-Bahn-Lichtraum für Neubauten hat in Hamburg eine Höhe von 3,787 m über Schienenoberkante und eine Breite von 3,80 m.
Erweitert sind die Lichtraumprofile in beiden Fällen im Bereich der Stromschienen und Stromabnehmer sowie für den Arbeitsraum von Streckenanschlägen und Auslöshebeln der mechanischen Fahrsperre, zusätzliche Einschränkungen bestehen im Bereich der Bahnsteigkanten. Außerhalb der innerstädtischen Tunnelanlagen wird der Regellichtraum zuzüglich der Erweiterungen für die Stromschienen freigehalten. Damit sind die meisten Abschnitte mit üblichen Baumaschinen erreich- und außerdem für Umleitungen nutzbar.

## Straßenverkehr

### Definition
Im Straßenverkehr betrifft das Lichtraumprofil alle Arten der Verkehrswege, also Wege für den Fußgängerverkehr, den Fahrradverkehr und den Autoverkehr. Das Lichtraumprofil ist der Raum, der freigehalten werden muss, um den Verkehr zu ermöglichen, und ist – je nach Art des Verkehrs – unterschiedlich hoch und breit. So ist in Deutschland sowohl über einem Radweg als auch über einem Fußgängerweg ein Raum von mindestens 2,50 m Höhe freizuhalten, über einer Straße für den Autoverkehr von mindestens 4,50 m, bei Neubauten von Autobahnen sogar 4,70 m. Dem zugrunde liegt, dass in der deutschen Straßenverkehrs-Zulassungs-Ordnung festgelegt ist, dass bei Kraftfahrzeugen die höchstzulässige Höhe, inklusive der Ladung 4,00 m betragen darf.
Allerdings ist das Lichtraumprofil als solches nicht in Gesetzestexten zu finden und wird aus der Verkehrssicherungspflicht und den Fahrzeughöhen hergeleitet. „Es besteht keine generelle Verpflichtung des verkehrssicherungspflichtigen Straßenbaulastträgers, den Luftraum über einer Fahrbahn bis 4 m von Hindernissen freizuhalten. […] nicht notwendigerweise […] in der gesamten Breite über der Fahrbahn.“ (OLG Koblenz 12. Zivilsenat: AZ: 12 U 1392/02 vom 15. Dezember 2003)
Innerhalb des Lichtraumprofils ist nur die allgemeine Nutzung der Straße möglich, das heißt, dass hier nur der stehende und der fließende Verkehr zugelassen sind. Alle anderen Nutzungen (Straßencafés, Baugerüste, Verkaufswagen, Musizieren u. a.) gelten daher als Sondernutzung und brauchen eine Genehmigung, die in der Regel bei der Stadt oder Gemeinde zu beantragen ist.
Auch Gebäudeteile dürfen nicht in das Lichtraumprofil hineinragen. Es gibt geringe Ausnahmen bei Erkern u. a., die im jeweils geltenden Bebauungsplan oder Sondernutzungssatzung verzeichnet sind.

Verkehrszeichen Zusatzzeichen 1006–1039
Eingeschränktes Lichtraumprofil
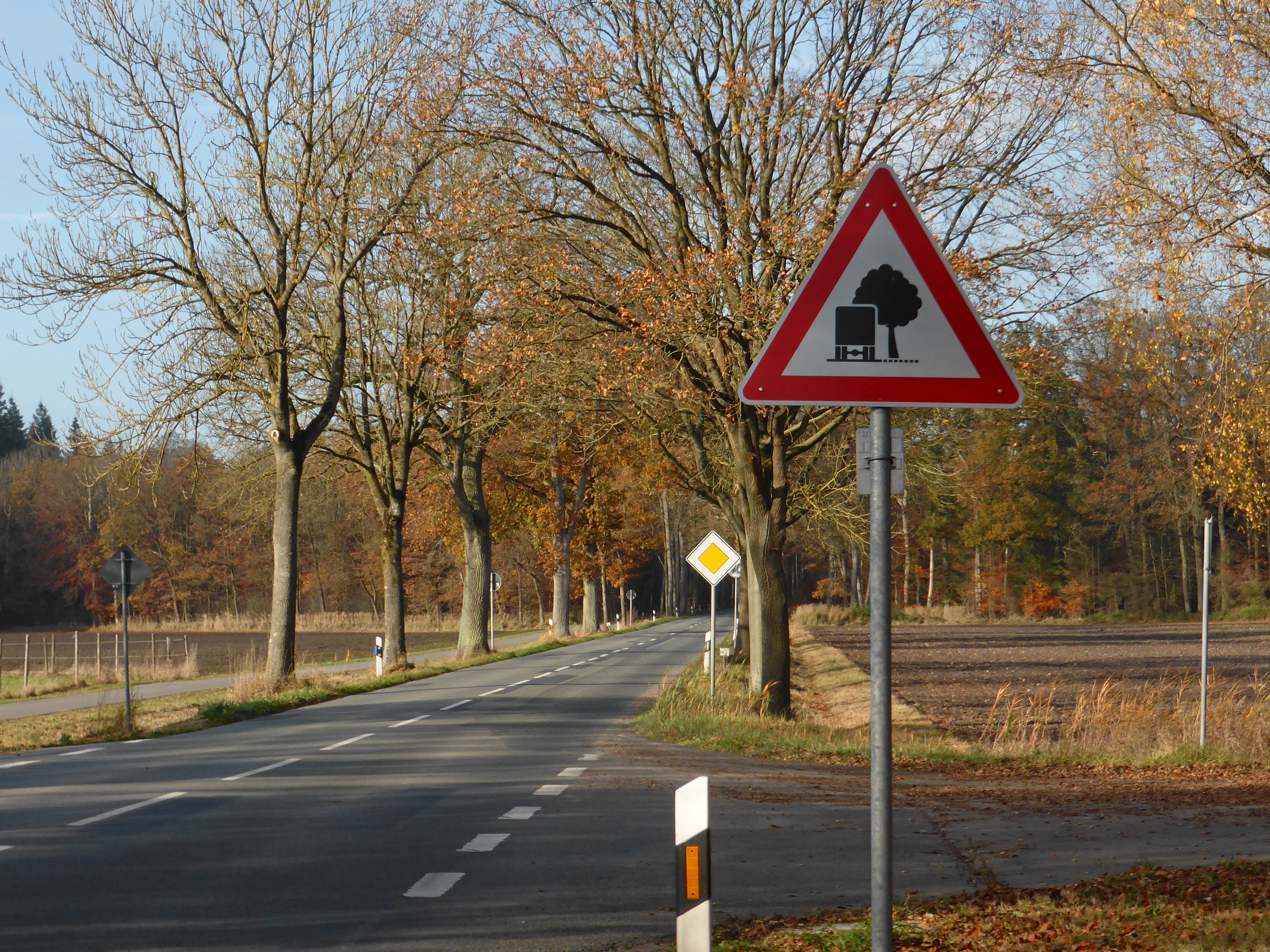
Straße mit durch Bäume eingeschränktem Lichtraumprofil und aktuellem Verkehrszeichen
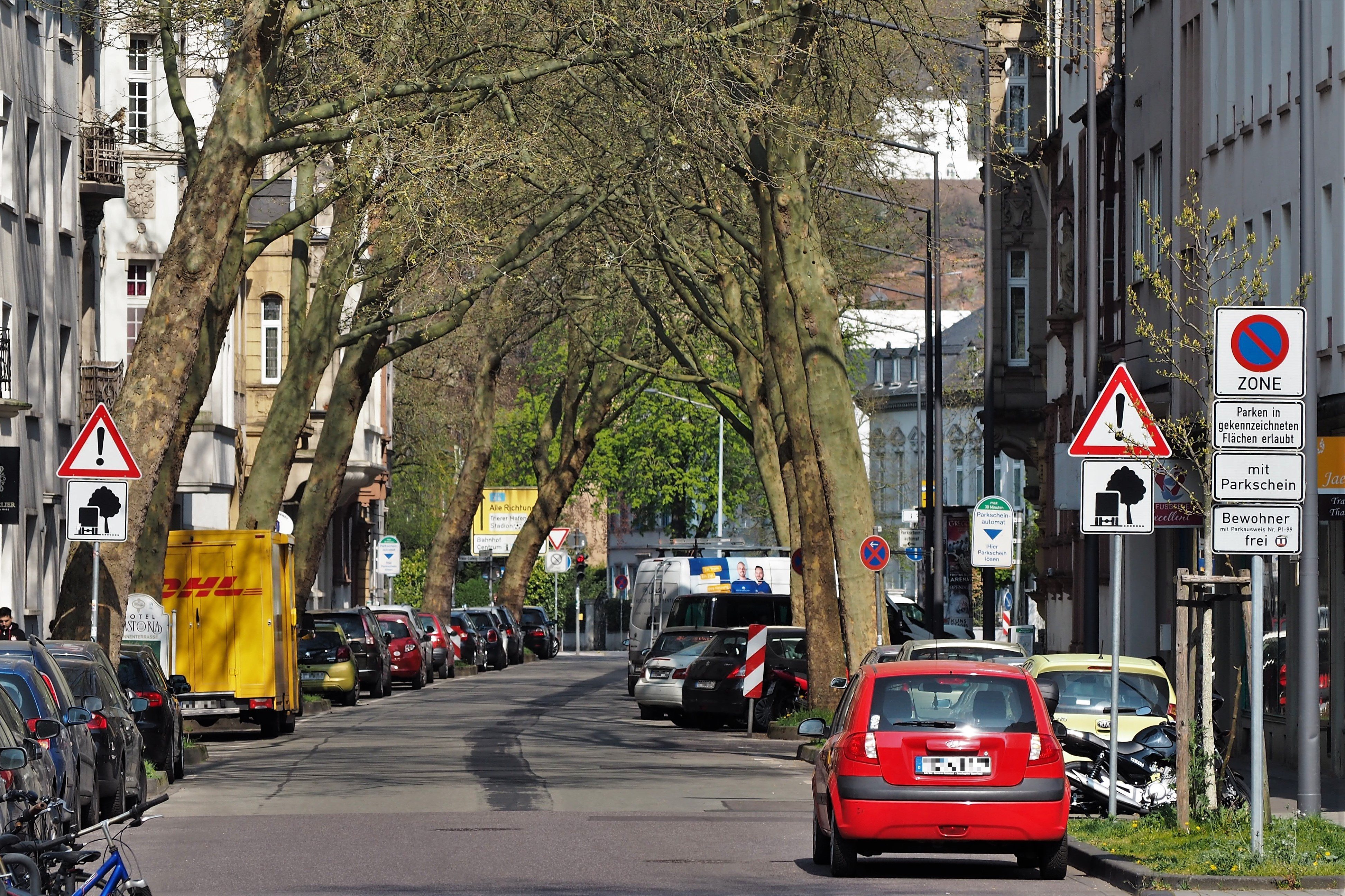
Straße mit durch Bäume eingeschränktem Lichtraumprofil und entsprechenden Verkehrszeichen
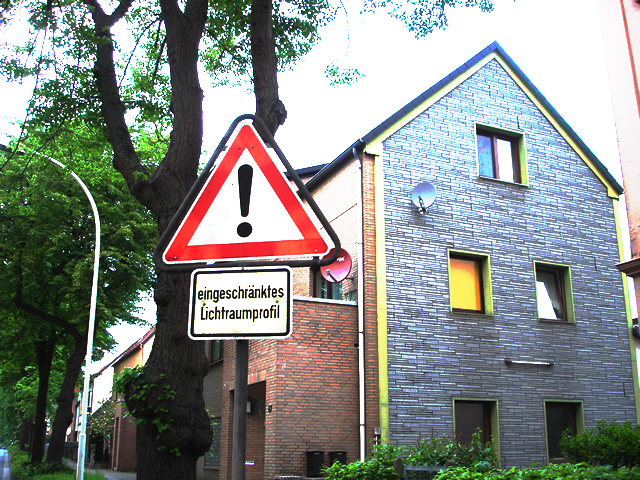
Älteres Verkehrszeichen: Eingeschränktes Lichtraumprofil
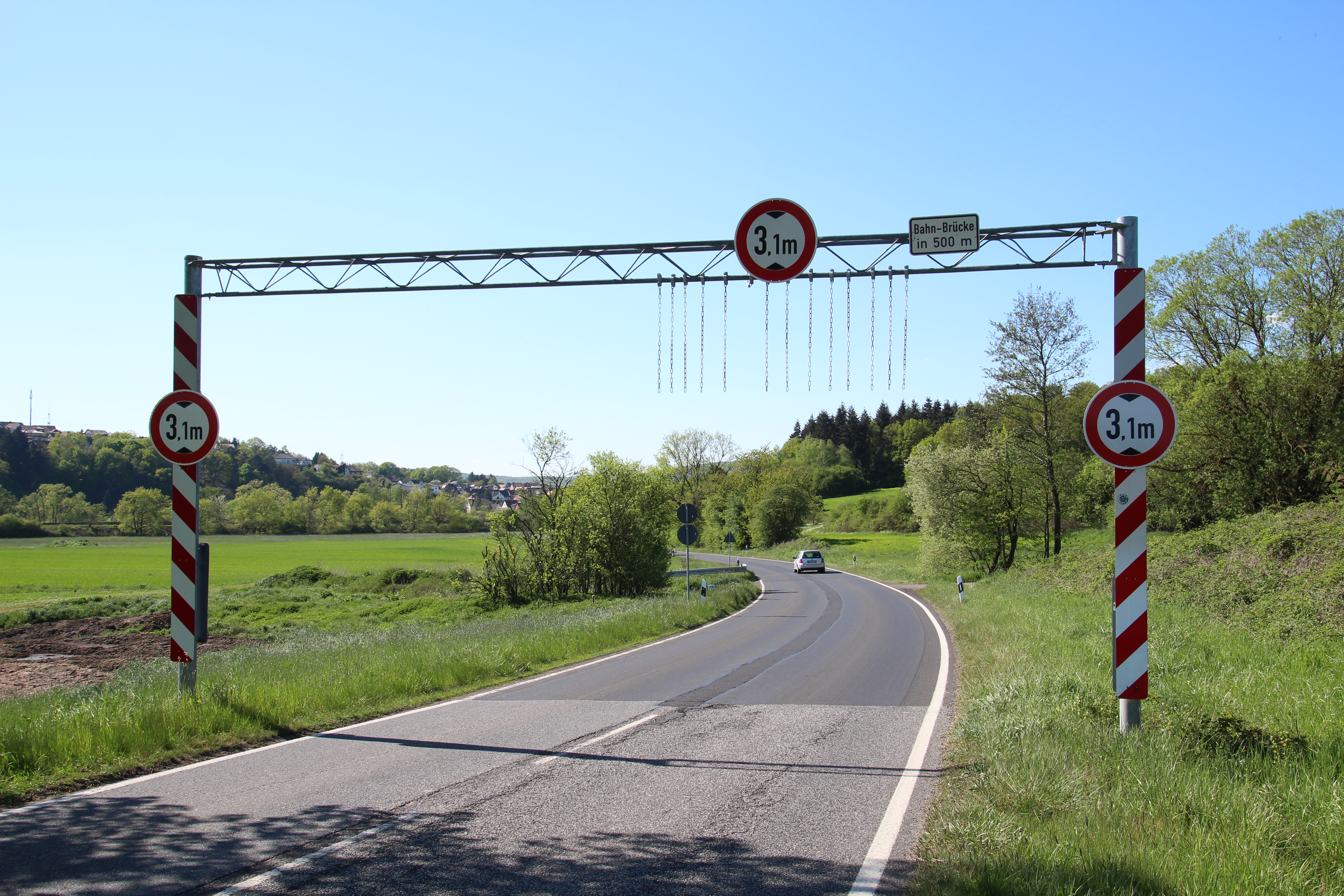
Lichtraumprofilbrücke (umgangssprachlich Klingelbalken) – durch herabhängende Ketten werden zu hohe Fahrzeuge gewarnt.

### Kollision von Fahrzeugen mit Brücken

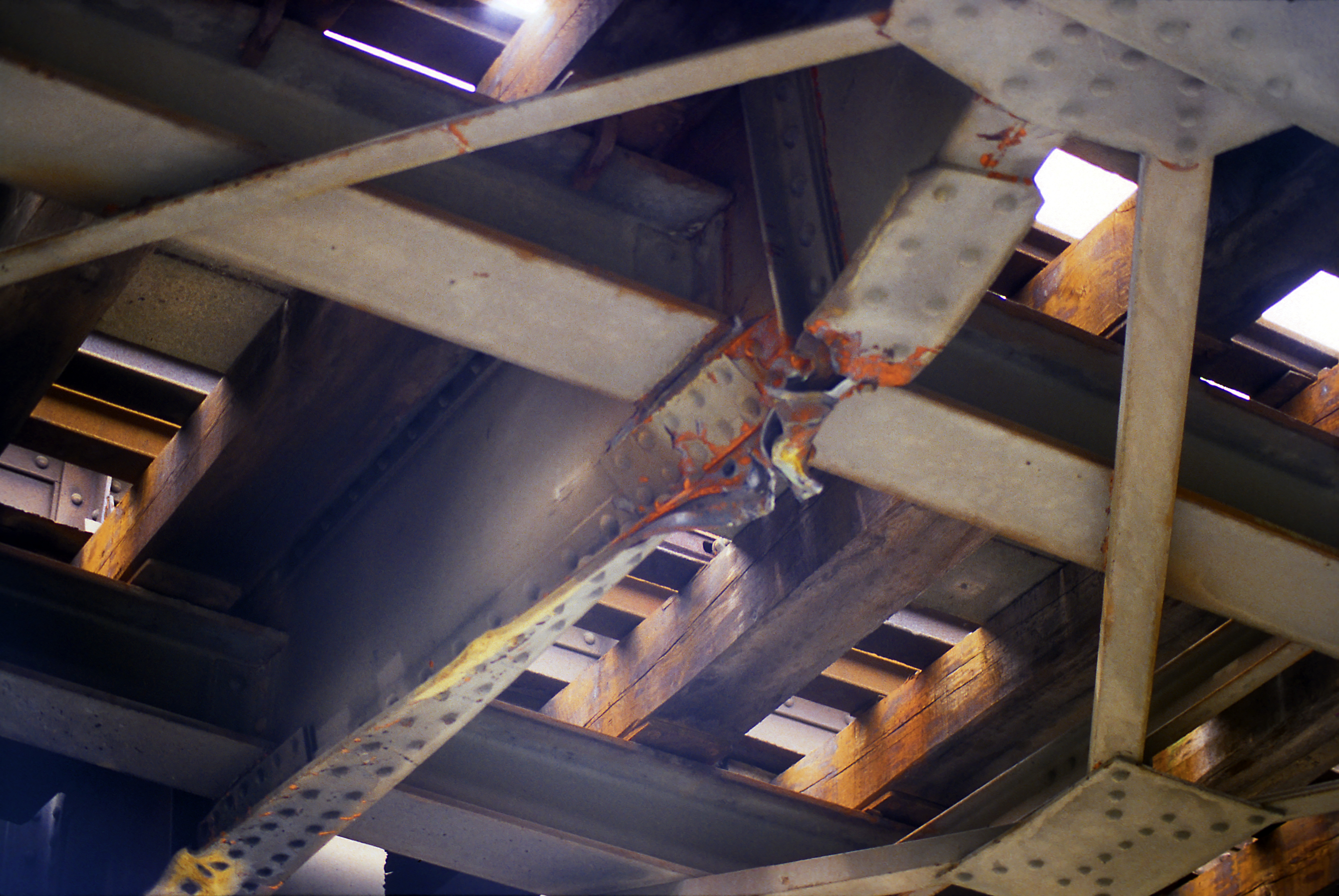
Beschädigter Brückenträger

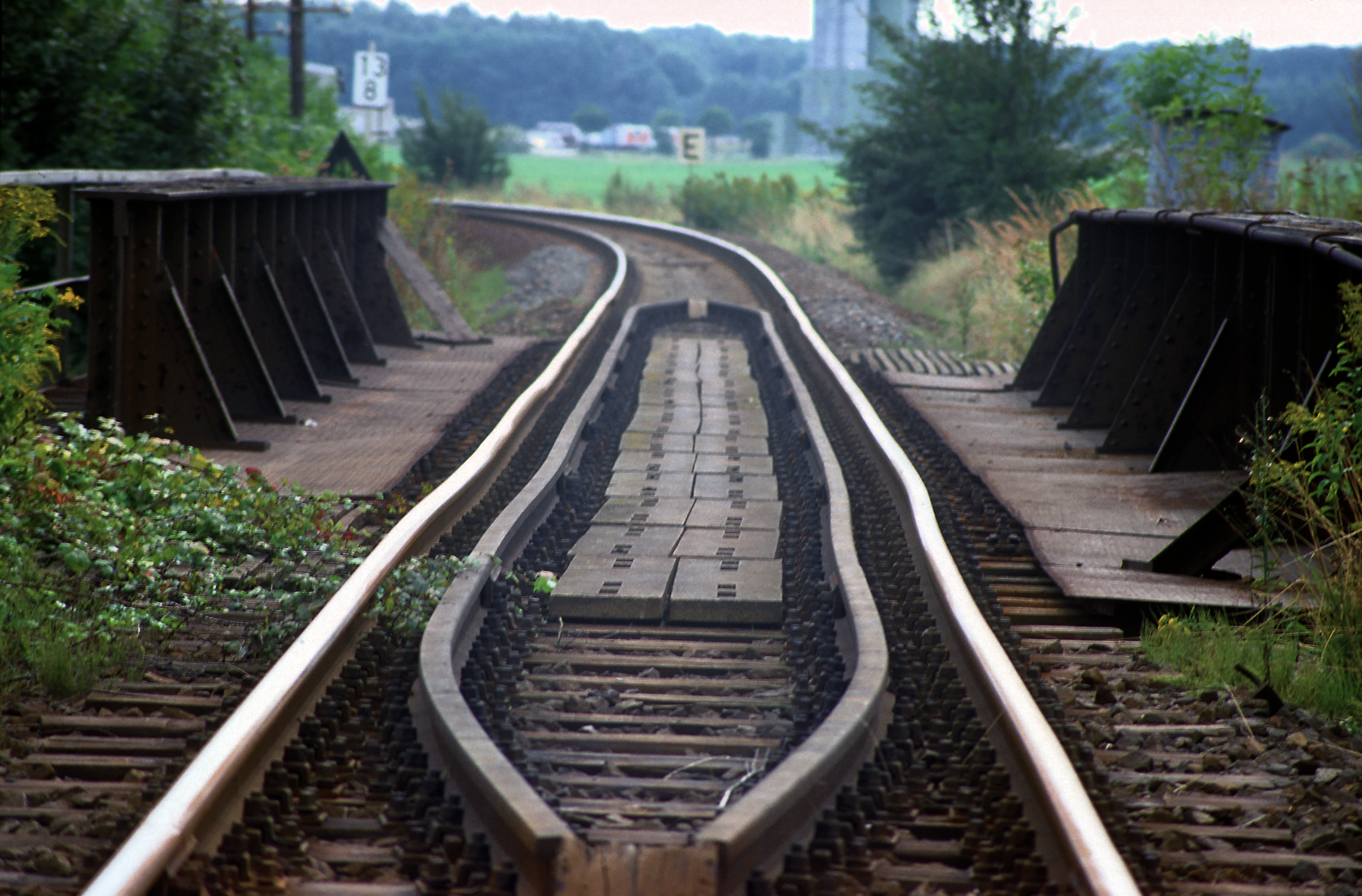
Nach Unfall verschobener Brückenüberbau (erkennbar an den Knicken in den Schienen), er musste ersetzt werden

Wird die angezeigte Höhenbeschränkungen missachtet – meist von Lkw oder Bussen –, können die Fahrzeuge Bauwerksteile berühren und beschädigen. Dabei können auch die über die Durchfahrt führenden Verkehrswege betroffen sein, ohne dass das sofort erkennbar wird.
Bei Straßenunterführungen unter Bahnstrecken wird nach einem solchen Vorfall die Brücke in der Regel sofort gesperrt oder nur noch mit verminderten Geschwindigkeit befahren, bis eventuelle Einschränkungen der Tragfähigkeit und der Befahrbarkeit überprüft und beseitigt worden sind. Dies führt sowohl bei der Eisenbahn wie auch beim Straßenverkehr zu erheblichen Verzögerungen und hat deshalb hohe Bußen für den Fahrzeughalter zur Folge.
Im britischen Eisenbahnnetz werden im Jahr etwa 1700 Brücken durch Straßenfahrzeuge beschädigt. Am häufigsten wird eine Brücke in Ely, der Ely Underpass  beschädigt. An dieser Stelle unterquert die A142 eine Bahnstrecke, wobei die Durchfahrt nur für Fahrzeuge bis zu einer maximalen Höhe von 2,7 m freigegeben ist, höhere Fahrzeuge müssen einen Bahnübergang benutzen. Trotz auffälliger Kennzeichnung der Brücke und elektronischer Warntafel für die zu hohen Fahrzeuge bleiben pro Monat mehr als zwei Fahrzeuge an der Brücke hängen.
Ein landesweit berichtetes Jubiläum feierte im Mai 2018 in Russland bei St. Petersburg die Brücke der Dummheit ; nicht weniger als 150 Lastkraftwagen, hauptsächlich Kleinlastwagen, waren zwischen deren Bau 2009 und dem Jahr 2018 trotz Warnung an der zu niedrigen Passage hängen geblieben, davon nicht weniger als 14 Stück in den ersten fünf Monaten des Jahres 2018. Im Gegensatz zu den historischen Bahnbrücken in England handelt es sich um einen Neubau in moderner Zeit.

## Wasserstraßen

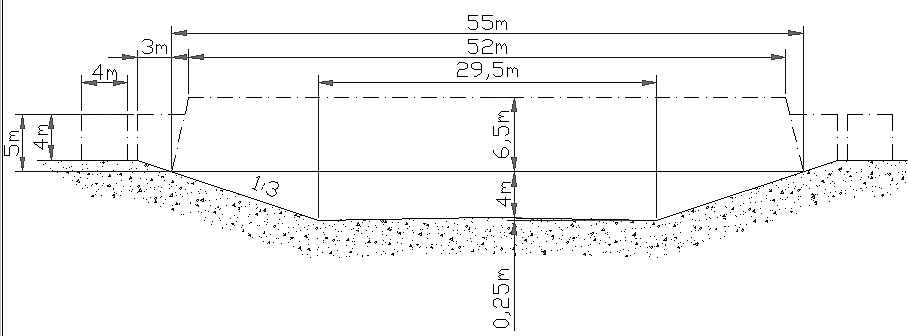
Lichtraumprofil des Main-Donau-Kanals

Bei Wasserstraßen hat das Lichtraumprofil eine trapezförmige Kontur, maßgeblich für die Höhe ist der senkrechte Abstand zwischen dem Wasserspiegel (bei höchstem Wasserstand) und der niedrigsten Begrenzung eines darüberführenden Bauwerks. Hinzu kommen Zuschläge für Schwall und Windstau.
Das sogenannte Gefahrenlichtraumprofil nach Vorgaben der Wasserstraßen- und Schifffahrtsverwaltung berücksichtigt fehlmanövrierte Wasserfahrzeuge und verhindert Schäden durch das Anfahren von Bauwerken oder dem Ufer.

## Achterbahnen
Auch bei Achterbahnen wird das Prinzip des Lichtraumprofils verwendet. Im Gegensatz zur Eisenbahn ist hier das Lichtraumprofil allerdings dynamisch. Meist werden alle theoretischen Bewegungen des Fahrgastes während der Fahrt beachtet. In der Regel sind dies die Bereiche über und neben dem Achterbahnwaggon, welche der Passagier mit seinen Armen und Händen erreichen kann. Nach dem Bau einer Achterbahn wird die Strecke häufig mit einer Lichtraumschablone ausgemessen, um Kollisionen mit Gelände oder anderen Streckenabschnitten zu vermeiden.
Anzumerken ist, dass das Lichtraumprofil hier nicht alle Eventualitäten abdecken kann und es bei diversen Bahnen durchaus möglich ist, beispielsweise an Vegetation während der Fahrt heranzureichen. Aus diesem Grund ist es in den Nutzungsbedingungen von Achterbahnen meist untersagt, seine Arme oder Beine aus dem Wagen zu strecken.

## Trivia
Lichtraumprofile führten bisweilen zu Kuriositäten beim Transport von Fahrzeugen. So war die 1991 erschienene Mercedes-Benz S-Klasse zu breit für die Laderäume der üblichen Autoreisezugwagen. Es führte zu Spott, denn u. a. passten die Modelle anfangs nicht auf die PKW-Transportwagen des Sylt-Shuttle (von Niebüll nach Westerland) und mussten daher auf Flachwagen für den Lkw-Transport befördert werden.
Transportketten gibt es sowohl im als auch für den Bahnverkehr, wobei die zweite Bedeutung des Wortes weniger bekannt ist. Für gewisse Panzer wie den „Königstiger“ (Panzerkampfwagen VI Tiger II) wurden die Gefechts- durch schmalere Transportketten ausgewechselt, um die Gesamtbreite der Panzer im Bahnverkehr zu verringern. Bis in das 21. Jahrhundert birgt der Bahntransport von Militärfahrzeugen Besonderheiten, bei denen auf Lademaßüberschreitungen (LÜ) geachtet werden muss. Bei dem 2022 von Rheinmetall vorgestellten neuen Panzer KF51 Panther bewirbt der Hersteller als besonderes Merkmal die Kompatibilität zum Transport auf mit dem „Tunnelprofil AMovP-4L“. Die 2011 erschienene Norm NATO – AMOVP-4(A) beschreibt „Technical Aspects of the Transport of Military Materials by Railroad“ und wird inzwischen von Militärfahrzeugherstellern als erwünschtes Maximalmaß der Fahrzeuge angestrebt. Zuvor war bis 2010 die als NATO–STANAG 2456 sowie als „AMovP-3(B)“ bekannte Norm gültig. Vom DoD (Verteidigungsministerium der Vereinigten Staaten) wurde bereits 1998 die Norm „MIL-STD-1366 E (INTERFACE TRANSPORTABILITY CRITERIA)“ herausgegeben, in der auch Vergleichsmaße für Lichtraumprofile im nordamerikanischen Raum, in Europa und für Korea enthalten sind.